# Юге
Юге (кит. 约改镇, пін. Yuēgăi Zhèn) — містечко у КНР, адміністративний центр повіту Чумарлеб у Юйшу-Тибетській автономній префектурі провінції Цінхай.

## Географія
Юге розташовується на півночі Тибетського плато на висоті близько 4200 метрів над рівнем моря.

### Клімат
Містечко знаходиться у зоні, котра характеризується кліматом полярних пустель. Найтепліший місяць — липень із середньою температурою 7.8 °C (46 °F). Найхолодніший місяць — січень, із середньою температурою -14.4 °С (6 °F).
| Клімат Юге              | Клімат Юге | Клімат Юге | Клімат Юге | Клімат Юге | Клімат Юге | Клімат Юге | Клімат Юге | Клімат Юге | Клімат Юге | Клімат Юге | Клімат Юге | Клімат Юге | Клімат Юге |
| Показник                | Січ.       | Лют.       | Бер.       | Квіт.      | Трав.      | Черв.      | Лип.       | Серп.      | Вер.       | Жовт.      | Лист.      | Груд.      | Рік        |
| Середній максимум, °C   | −5         | −3         | 1          | 6          | 9          | 12         | 15         | 15         | 11         | 5          | 0          | −4,4       | 5          |
| Середня температура, °C | −14        | −11        | −6         | −1         | 2          | 6          | 8          | 8          | 4          | −1         | −8         | −13        | −2         |
| Середній мінімум, °C    | −21        | −18        | −14        | −8         | −3         | 0          | 3          | 2          | 0          | −7         | −16        | −21        | −8         |
| Норма опадів, мм        | 3          | 3          | 7          | 12         | 38         | 78         | 94         | 73         | 68         | 19         | 2          | 3          | 400        |
| ----------------------- | ---------- | ---------- | ---------- | ---------- | ---------- | ---------- | ---------- | ---------- | ---------- | ---------- | ---------- | ---------- | ---------- |
| Джерело: Weatherbase    |            |            |            |            |            |            |            |            |            |            |            |            |            |